# Anund Olofsson Helsing
Anund Olofsson Helsing, död 1610, var en svensk boktryckare, verksam i Stockholm.

## Biografi
År 1603 utnämndes Anund Olofsson Helsing av Karl IX till kunglig boktryckare. Efter Andreas Gutterwitz drev han då Sveriges andra tryckeri. Vid den tiden omorganiserades Sverige med bland annat en expanderande offentlig sektor, vilket medförde ett stort behov av tryckta skrifter. Bland projekten fanns en bearbetning av Gustav Vasas bibel. Olofsson Helsing inköpte stilar, förmodligen hos Gutterwitz, samt papper och förberedde utgivandet av den nya bibelupplagan.  
Han avled redan 1610 och bibelprojektet realiserades inte. Men Helsing hann trycka Nya testamentet (1605), den första upplagan av Landslagen (1608) samt  Östgötalagen och Hälsingelagen (1607 respektive 1609). Istället drev hans änka, Christina Klinck, tryckeriet vidare tillsammans med Ignatius Meurer, som tidigare var medarbetare till Andreas Gutterwitz. Meurer gifte sig 1613 med henne och fick 1614 privilegium som kunglig boktryckare. Det skulle dröja till 1655 innan den nya bibelutgåvan var färdig.
Tryckeriet var beläget vid Mårten Klincks gränd (nuvarande Ignatiigränd) i kvarteret Eurydice i Gamla stan. Mårten Klinck var handelsman "med egen skuta" och far till Christina Klinck. Han omtalas i Stockholms tänkeböcker vid ett flertal tillfällen mellan 1572 och 1588.